# Gully (película)
Gully (conocida como Pandilleros en Hispanoamérica) es una película dramática estadounidense de 2019, dirigida por Nabil Elderkin en su debut como director, a partir de un guion de Marcus J. Guillory. Está protagonizada por Jacob Latimore, Charlie Plummer, Jonathan Majors, Kelvin Harrison Jr., Amber Heard y Terrence Howard.
Tuvo su estreno mundial en el Festival de cine de Tribeca el 27 de abril de 2019.

## Sinopsis
En una versión ligeramente distópica de Los Ángeles, se cruzan las vidas de tres adolescentes descontentos a causa de su dificultosa vida, Jessie (Kelvin Harrison Jr.), Calvin (Jacob Latimore) y Nicky (Charlie Plummer), que se dedican a pasar la vida de forma hedonista mientras tratan de averiguar como poder salir adelante en la vida.

## Reparto
- Jacob Latimore es Calvin;
- Charlie Plummer es Nicky;
- Kelvin Harrison Jr. es Jessie;
- Jonathan Majors es Greg;
- Amber Heard es Joyce;
- Terrence Howard es el señor Christmas;
- Zoe Renee es Keisha;
- Chastity Dotson es Angela;
- Chris Gann es Barett;
- Kashton Moore es Terry.
- Travis Scott es Derek;

## Producción
En marzo de 2018, se anunció que Charlie Plummer, Kelvin Harrison Jr., Jacob Latimore, Alice Eve y Jonathan Majors se habían unido al elenco de la película, con Nabil Elderkin dirigiendo un guion de Marcus J. Guillory. Brad Feinstein, Tom Butterfield, Ben Pugh, Corey Smyth y Alex Georgiou producirán la película, mientras que Joseph F. Ingrassia, Gabriela Revilla Lugo, Andy Brunskill, Kweku Mandela y Mattia Bogianchino serán los productores ejecutivos de la película, bajo la marca Romulus Entertainment de Feinstein. Ese mismo mes, Amber Heard se unió al elenco de la película, reemplazando a Eve.

## Lanzamiento
Tuvo su estreno mundial en el Festival de cine de Tribeca el 27 de abril de 2019. En septiembre de 2020, Vertical Entertainment y Paramount Pictures adquirieron los derechos de distribución de la película en Estados Unidos.

## Recepción
La película tuvo una serie de críticas mayormente desfavorables. En el sitio web de reseñas Rotten Tomatoes tiene una puntuación de 27% basado en 26 críticas, en donde se dice que, a pesar de la ambición del director y del correcto enfoque realista de la cinta, se queda corta en la ejecución y se hace pesada para el visionado.
En el sitio IMDb recibió una media de 1,1, basado en 14000 reseñas.